# Grevillea divaricata
Grevillea divaricata är en tvåhjärtbladig växtart som beskrevs av Robert Brown. Grevillea divaricata ingår i släktet Grevillea och familjen Proteaceae. Inga underarter finns listade i Catalogue of Life.